# Deropristus blaptoides
Deropristus blaptoides är en skalbaggsart som först beskrevs av Blackburn 1878.  Deropristus blaptoides ingår i släktet Deropristus och familjen jordlöpare. Inga underarter finns listade i Catalogue of Life.